# Кушкулия
Кушкулия (на македонска литературна норма: Кушкулија) е обезлюденo село в община Василево на Северна Македония.

## География
Селото е било разположено северно от Струмица, в планината Готен.

## История
В XIX и XX век Кушкулия е чисто турско село. Според статистиката на Васил Кънчов („Македония. Етнография и статистика“) от 1900 година Кушкули е село в Радовишката каза на Османската империя населявана от 75 жители турци.
С Букурещкия договор от 10 август 1913 година селото става част от Кралство Сърбия.
Според Димитър Гаджанов в 1916 година в Кушкуля живеят 99 турци.
В 1953 година селото има 251 жители турци, в 1961 само 4 жители турци, а в 1971 година е вече без жители.

## Личности
Починали в Кушкулия
- Панче Пешев (1915 – 1944), югославски партизанин